# Coppa del Mondo di slittino 2012
La Coppa del Mondo di slittino 2011/12, trentacinquesima edizione della manifestazione organizzata dalla Federazione Internazionale Slittino, ebbe inizio il 27 novembre 2011 a Igls, in Austria e si concluse il 26 febbraio 2012 a Paramonovo, in Russia. Furono disputate trentatré gare, nove nel singolo uomini, nel singolo donne e nel doppio e sei nella gara a squadre in nove differenti località. Nel corso della stagione si tennero anche i Campionati mondiali di slittino 2012 ad Altenberg, in Germania, competizione non valida ai fini della Coppa del Mondo, mentre le tappe di Calgary e Paramonovo furono valide, rispettivamente, anche come campionati pacifico-americani e campionati europei.
Le coppe di cristallo, trofeo conferito ai vincitori del circuito, furono assegnate al tedesco Felix Loch per quanto concerne la classifica del singolo uomini, la tedesca Tatjana Hüfner conquistò il trofeo del singolo donne, la coppia austriaca formata dai fratelli Andreas e Wolfgang Linger si aggiudicò la vittoria del doppio e la Germania primeggiò nella classifica della gara a squadre.

## Risultati
| Data             | Località     | Nazione  | Specialità       | Primi classificati                                                             | Secondi classificati                                                   | Terzi classificati                                                            |
| ---------------- | ------------ | -------- | ---------------- | ------------------------------------------------------------------------------ | ---------------------------------------------------------------------- | ----------------------------------------------------------------------------- |
| 26 novembre 2011 | Igls         | Austria  | Donne – Singolo  | Tatjana Hüfner Germania                                                        | Anke Wischnewski Germania                                              | Alex Gough Canada                                                             |
| 27 novembre 2011 | Igls         | Austria  | Uomini – Singolo | Felix Loch Germania                                                            | David Möller Germania                                                  | Armin Zöggeler Italia                                                         |
| 26 novembre 2011 | Igls         | Austria  | Uomini – Doppio  | Peter Penz Georg Fischler Austria                                              | Vladislav Južakov Vladimir Machnutin Russia                            | Andreas Linger Wolfgang Linger Austria                                        |
| 27 novembre 2011 | Igls         | Austria  | Gara a squadre   | Canada Alex Gough Samuel Edney Tristan Walker Justin Snith                     | Germania Tatjana Hüfner Andi Langenhan Tobias Wendl Tobias Arlt        | Russia Tat'jana Ivanova Albert Demčenko Vladislav Južakov Vladimir Machnutin  |
| 10 dicembre 2011 | Whistler     | Canada   | Donne – Singolo  | Natalie Geisenberger Germania                                                  | Tatjana Hüfner Germania                                                | Tat'jana Ivanova Russia                                                       |
| 9 dicembre 2011  | Whistler     | Canada   | Uomini – Singolo | Felix Loch Germania                                                            | Johannes Ludwig Germania                                               | David Möller Germania                                                         |
| 9 dicembre 2011  | Whistler     | Canada   | Uomini – Doppio  | Andreas Linger Wolfgang Linger Austria                                         | Peter Penz Georg Fischler Austria                                      | Christian Oberstolz Patrick Gruber Italia                                     |
| 10 dicembre 2011 | Whistler     | Canada   | Gara a squadre   | Germania Natalie Geisenberger Felix Loch Ronny Pietrasik Christian Weise       | Canada Alex Gough Samuel Edney Tristan Walker Justin Snith             | Russia Tat'jana Ivanova Albert Demčenko Vladislav Južakov Vladimir Machnutin  |
| 16 dicembre 2011 | Calgary      | Canada   | Donne – Singolo  | Alex Gough Canada                                                              | Tatjana Hüfner Germania                                                | Tat'jana Ivanova Russia                                                       |
| 17 dicembre 2011 | Calgary      | Canada   | Uomini – Singolo | Andi Langenhan Germania                                                        | Felix Loch Germania                                                    | David Möller Germania                                                         |
| 17 dicembre 2011 | Calgary      | Canada   | Uomini – Doppio  | Tobias Wendl Tobias Arlt Germania                                              | Andreas Linger Wolfgang Linger Austria                                 | Toni Eggert Sascha Benecken Germania                                          |
| 5 gennaio 2012   | Königssee    | Germania | Donne – Singolo  | Tatjana Hüfner Germania                                                        | Natalie Geisenberger Germania                                          | Alex Gough Canada                                                             |
| 6 gennaio 2012   | Königssee    | Germania | Uomini – Singolo | Felix Loch Germania                                                            | Armin Zöggeler Italia                                                  | Johannes Ludwig Germania                                                      |
| 5 gennaio 2012   | Königssee    | Germania | Uomini – Doppio  | Tobias Wendl Tobias Arlt Germania                                              | Andreas Linger Wolfgang Linger Austria                                 | Toni Eggert Sascha Benecken Germania                                          |
| 6 gennaio 2012   | Königssee    | Germania | Gara a squadre   | Italia Sandra Gasparini Dominik Fischnaller Christian Oberstolz Patrick Gruber | Germania Tatjana Hüfner Felix Loch Tobias Wendl Tobias Arlt            | Russia Tat'jana Ivanova Albert Demčenko Vladislav Južakov Vladimir Machnutin  |
| 14 gennaio 2012  | Oberhof      | Germania | Donne – Singolo  | Natalie Geisenberger Germania                                                  | Tatjana Hüfner Germania                                                | Anke Wischnewski Germania                                                     |
| 15 gennaio 2012  | Oberhof      | Germania | Uomini – Singolo | Felix Loch Germania                                                            | David Möller Germania                                                  | Andi Langenhan Germania                                                       |
| 14 gennaio 2012  | Oberhof      | Germania | Uomini – Doppio  | Toni Eggert Sascha Benecken Germania                                           | Tobias Wendl Tobias Arlt Germania                                      | Andreas Linger Wolfgang Linger Austria                                        |
| 15 gennaio 2012  | Oberhof      | Germania | Gara a squadre   | Germania Natalie Geisenberger Felix Loch Toni Eggert Sascha Benecken           | Italia Sandra Gasparini David Mair Christian Oberstolz Patrick Gruber  | Russia Aleksandra Rodionova Viktor Knejb Vladislav Južakov Vladimir Machnutin |
| 22 gennaio 2012  | Winterberg   | Germania | Donne – Singolo  | Corinna Martini Germania                                                       | Tatjana Hüfner Germania                                                | Natalie Geisenberger Germania                                                 |
| 21 gennaio 2012  | Winterberg   | Germania | Uomini – Singolo | Felix Loch Germania                                                            | Ralf Palik Germania                                                    | David Möller Germania                                                         |
| 21 gennaio 2012  | Winterberg   | Germania | Uomini – Doppio  | Tobias Wendl Tobias Arlt Germania                                              | Christian Oberstolz Patrick Gruber Italia                              | Andreas Linger Wolfgang Linger Austria                                        |
| 22 gennaio 2012  | Winterberg   | Germania | Gara a squadre   | Germania Anke Wischnewski Felix Loch Tobias Wendl Tobias Arlt                  | Stati Uniti Erin Hamlin Chris Mazdzer Christian Niccum Jayson Terdiman | Lettonia Majja Tiruma Inārs Kivlenieks Andris Šics Juris Šics                 |
| 28 gennaio 2012  | Sankt Moritz | Svizzera | Donne – Singolo  | Corinna Martini Germania                                                       | Tatjana Hüfner Germania                                                | Natalie Geisenberger Germania                                                 |
| 29 gennaio 2012  | Sankt Moritz | Svizzera | Uomini – Singolo | Andi Langenhan Germania                                                        | David Möller Germania                                                  | Johannes Ludwig Germania                                                      |
| 28 gennaio 2012  | Sankt Moritz | Svizzera | Uomini – Doppio  | Andreas Linger Wolfgang Linger Austria                                         | Toni Eggert Sascha Benecken Germania                                   | Tobias Wendl Tobias Arlt Germania                                             |
| 19 febbraio 2012 | Sigulda      | Lettonia | Donne – Singolo  | Natalie Geisenberger Germania                                                  | Anke Wischnewski Germania                                              | Erin Hamlin Stati Uniti                                                       |
| 18 febbraio 2012 | Sigulda      | Lettonia | Uomini – Singolo | Felix Loch Germania                                                            | Armin Zöggeler Italia                                                  | Inārs Kivlenieks Lettonia                                                     |
| 18 febbraio 2012 | Sigulda      | Lettonia | Uomini – Doppio  | Andreas Linger Wolfgang Linger Austria                                         | Christian Oberstolz Patrick Gruber Italia                              | Tobias Wendl Tobias Arlt Germania                                             |
| 19 febbraio 2012 | Sigulda      | Lettonia | Gara a squadre   | Italia Sandra Gasparini Armin Zöggeler Christian Oberstolz Patrick Gruber      | Austria Nina Reithmayer Manuel Pfister Andreas Linger Wolfgang Linger  | Germania Natalie Geisenberger Felix Loch Tobias Wendl Tobias Arlt             |
| 25 febbraio 2012 | Paramonovo   | Russia   | Donne – Singolo  | Tat'jana Ivanova Russia                                                        | Tatjana Hüfner Germania                                                | Corinna Martini Germania                                                      |
| 26 febbraio 2012 | Paramonovo   | Russia   | Uomini – Singolo | Andi Langenhan Germania                                                        | Armin Zöggeler Italia                                                  | Felix Loch Germania                                                           |
| 25 febbraio 2012 | Paramonovo   | Russia   | Uomini – Doppio  | Peter Penz Georg Fischler Austria                                              | Tobias Wendl Tobias Arlt Germania                                      | Toni Eggert Sascha Benecken Germania                                          |

## Classifiche

### Singolo uomini
| Pos. | Nome                | Nazione  | IGL | WHI | CAL | KÖN | OBE | WIN | STM | SIG | PAV | Totale |
| ---- | ------------------- | -------- | --- | --- | --- | --- | --- | --- | --- | --- | --- | ------ |
| 1    | Felix Loch          | Germania | 1   | 1   | 2   | 1   | 1   | 1   | 4   | 1   | 3   | 815    |
| 2    | Andi Langenhan      | Germania | 6   | 4   | 1   | 19  | 3   | 4   | 1   | 5   | 11  | 617    |
| 3    | David Möller        | Germania | 2   | 3   | 3   | 4   | 2   | 3   | 2   | 12  | 5   | 612    |
| 4    | Armin Zöggeler      | Italia   | 3   | 13  | 4   | 2   | 4   | 18  | 6   | 2   | 2   | 548    |
| 5    | Johannes Ludwig     | Germania | 4   | 2   | 6   | 3   | 7   | 5   | 3   | 4   | 11  | 530    |
| 6    | Ralf Palik          | Germania | DNF | 6   | 11  | 9   | 5   | 2   | 7   | 23  | 9   | 366    |
| 7    | Manuel Pfister      | Austria  | 7   | 11  | 5   | 17  | 16  | 7   | 10  | 6   | 7   | 362    |
| 8    | Albert Demčenko     | Russia   | 5   | 8   | 30  | 7   | 8   | 8   | 9   | -   | 4   | 337    |
| 9    | Dominik Fischnaller | Italia   | 12  | 18  | 7   | 11  | 9   | 6   | 8   | -   | 6   | 316    |
| 10   | Daniel Pfister      | Austria  | 9   | 9   | 8   | 13  | 13  | 17  | 13  | 11  | 13  | 298    |

### Singolo donne
| Pos. | Nome                 | Nazione     | IGL | WHI | CAL | KÖN | OBE | WIN | STM | SIG | PAV | Totale |
| ---- | -------------------- | ----------- | --- | --- | --- | --- | --- | --- | --- | --- | --- | ------ |
| 1    | Tatjana Hüfner       | Germania    | 1   | 2   | 2   | 1   | 2   | 2   | 1   | 10  | 2   | 761    |
| 2    | Natalie Geisenberger | Germania    | 4   | 1   | 6   | 2   | 1   | 3   | 2   | 1   | 4   | 710    |
| 3    | Anke Wischnewski     | Germania    | 2   | 5   | 5   | 5   | 3   | 4   | 3   | 2   | 7   | 581    |
| 4    | Corinna Martini      | Germania    | 5   | 8   | 4   | 4   | 5   | 1   | 4   | 7   | 3   | 548    |
| 5    | Alex Gough           | Canada      | 3   | 4   | 1   | 3   | 4   | 5   | -   | 9   | 5   | 509    |
| 6    | Erin Hamlin          | Stati Uniti | 7   | 6   | 16  | 11  | 6   | 7   | 6   | 3   | 6   | 421    |
| 7    | Tat'jana Ivanova     | Russia      | 6   | 3   | 3   | 6   | DNF | -   | 11  | -   | 1   | 374    |
| 8    | Nina Reithmayer      | Austria     | 10  | 7   | 9   | 12  | 9   | 8   | 10  | 5   | 11  | 359    |
| 9    | Sandra Gasparini     | Italia      | 9   | 14  | 13  | 8   | 20  | 11  | 7   | 6   | 8   | 332    |
| 10   | Martina Kocher       | Svizzera    | 11  | 13  | 10  | 10  | 15  | 10  | 5   | 12  | 12  | 317    |

### Doppio
| Pos. | Nome                                 | Nazione     | IGL | WHI | CAL | KÖN | OBE | WIN | STM | SIG | PAV | Totale |
| ---- | ------------------------------------ | ----------- | --- | --- | --- | --- | --- | --- | --- | --- | --- | ------ |
| 1    | Andreas Linger Wolfgang Linger       | Austria     | 3   | 1   | 2   | 2   | 3   | 3   | 1   | 1   | 6   | 730    |
| 2    | Tobias Wendl Tobias Arlt             | Germania    | 4   | 6   | 1   | 1   | 2   | 1   | 3   | 3   | 2   | 720    |
| 3    | Toni Eggert Sascha Benecken          | Germania    | 5   | 5   | 3   | 3   | 1   | 4   | 2   | 4   | 3   | 560    |
| 4    | Peter Penz Georg Fischler            | Austria     | 1   | 2   | 15  | 4   | 4   | DNF | 5   | 18  | 1   | 509    |
| 5    | Christian Oberstolz Patrick Gruber   | Italia      | 10  | 3   | 7   | DNF | 5   | 2   | 4   | 2   | 4   | 497    |
| 6    | Vladislav Južakov Vladimir Machnutin | Russia      | 2   | 8   | 5   | 12  | 16  | 6   | 8   | -   | 5   | 386    |
| 7    | Christian Niccum Jayson Terdiman     | Stati Uniti | 6   | DSQ | 8   | 9   | 8   | 5   | 6   | 7   | 13  | 354    |
| 8    | Ivan Nevmeržickij Vladimir Prochorov | Russia      | 7   | 7   | 14  | 6   | 12  | 9   | 9   | -   | 16  | 305    |
| 9    | Matthew Mortensen Preston Griffall   | Stati Uniti | 11  | 12  | 5   | DNF | 6   | 18  | 14  | 16  | 8   | 289    |
| 10   | Tristan Walker Justin Snith          | Canada      | 9   | 10  | 6   | 8   | 18  | 15  | -   | 15  | 9   | 281    |

### Gara a squadre
| Pos. | Nome        | IGL | WHI | KÖN | OBE | WIN | SIG | Totale |
| ---- | ----------- | --- | --- | --- | --- | --- | --- | ------ |
| 1    | Germania    | 2   | 1   | 2   | 1   | 1   | 3   | 540    |
| 2    | Canada      | 1   | 2   | 6   | 4   | 8   | 5   | 392    |
| 3    | Russia      | 3   | 3   | 3   | 3   | 5   | 6   | 385    |
| 4    | Austria     | 4   | 4   | 4   | 6   | 4   | 2   | 375    |
| 5    | Stati Uniti | 6   | 6   | 5   | 5   | 2   | 4   | 355    |
| 6    | Italia      | DSQ | 5   | 1   | 2   | DNF | 1   | 340    |
| 7    | Lettonia    | 5   | 8   | 7   | 7   | 3   | 7   | 305    |
| 8    | Romania     | 8   | 7   | DNF | 9   | 6   | 9   | 216    |
| 9    | Slovacchia  | 7   | -   | 9   | 8   | 7   | 8   | 215    |
| 10   | Polonia     | 9   | -   | 10  | 10  | 10  | 10  | 183    |